# Професионална гимназия „Стамен Панчев“
Техническа професионална гимназия „Стамен Панчев“ е едно от най-старите училища в град Ботевград. Въпреки преминалите различни етапи в неговото развитие, и наложени от изискванията на времето трансформации, то се е утвърдило като училище, даващо на своите възпитаници качествено професионално образование и майсторска подготовка.

## История на училището
На 15 септември 1958 г. Ботевград е открито „Промишлено училище по автокаросерийство“, като за директор е назначен Симеон Симеонов.
През 1959 – 1960 учебна година е увеличен броят на специалностите и паралелките с откритите за ново обучение на шлосери и стругаро-фрезисти. В следващата 1961 година завършва първият випуск на училището, а учениците изработват първият си автобус с метална конструкция.
През месец март 1966 г. е направена първа копка на новата сграда на училището, което прераства в „Средно професионално техническо училище по машиностроене“ и през есента започва обучението на първия среден випуск. До влизането в новата, модерна сграда, години наред занятията на учениците ще се провеждат в приземния етаж на Ботевградската прогимназия. През 1969 г. при тържествена обстановка за патрон на училището е избран Вълко Радински.
В учебната 1974 – 75 година училището има нов директор – Цветан Вълков, като по това време до 1977 г. се обогатява материалната база със завършване на сградата на общежитието и започване на изграждането на почивна база в с. Бяла. Сред най-изявените артисти по това време на любителският театър в Ботевград са учителят Веселин Насев от механотехникума, Петър Николаев и Георги Геров учител в „Стамен Панчев“.
През 1978 – 1979 учебна година училището има нов директор Стоян Стоянов. Откриват се нови специалности като учебната и производствена практика се провеждат в тогавашните Завод за полупроводникови прибори, Завод за резервни части и Завод за автобуси „Чавдар“.
Учебната 1982 – 1983 година е белязана със знака на 25 години от създаването на училището. Тогава то е първенец в 12-ти преглед на ТНТМ, а танцовия състав на училището печели златен медал на републикански преглед. По същото време спортният клуб на училището печели първо място в окръжните състезания и четвърто в републиканския преглед по масова физкултура.
През 1992 г. след пенсионирането на директора Стоян Стоянов на този пост е назначен инж. Марин Цветков. По късно, през 1996 г., на 31 май е избран нов патрон на училището – поетът-патриот Стамен Панчев, автор на прочувственото стихотворение-изповед „Сине мой“.
През 2018 г. училището празнува своя 60-годишен юбилей.

## Специалности, придобивани в училището
- Автотранспортна техника с интензивно изучаване на английски език, професия техник на транспортна техника
- Телекомуникационни системи с интензивно изучаване на английски език, професия техник по комуникационни системи
- Машини и системи с ЦПУ с интензивно изучаване на английски език, професия машинен техник
- Металорежещи машини, професия оператор на металорежещи машини